# Barong (arma)
Il barong o barung è un pugnale tradizionale filippino, utilizzato dalla tribù islamica dei Moro, originaria delle Filippine meridionali.

## Descrizione

### Lama
La lama è larga, spessa e pesante e ha la forma di una foglia. Può avere un solo filo, ma non mancano i casi in cui presenta un secondo filo, solitamente lungo circa la metà della lama. Il peso contribuisce ad aumentare le capacità offensive dell'arma. Mediamente la lama è lunga circa 40 cm, sebbene la gamma di lunghezze vada dai 20 ai 56 cm, con una tendenza ad avere lame lunghe specialmente nei modelli recenti. Le lame possono essere d'acciaio normale o damasco. Le caratteristiche dell'arma le conferiscono un buon bilanciamento.

### Impugnatura
Il barong non è provvisto di guardia. Il manico può avere una sorta di ghiera in metallo (solitamente ottone o rame, d'argento negli esemplari di pregio) lunga circa 8 cm e anelli laccati di fibre intrecciate su di essa per migliorare la presa. Nei modelli recenti, compresi quelli usati durante la Seconda guerra mondiale, la ghiera è d'alluminio. L'impugnatura è in legno o corno di carabao, e può presentare delle decorazioni ad intarsio in avorio. Un legno pregiato usato negli esemplari di valore destinati ai ceti più abbienti è il kamagong, una sorta di ebano filippino. Il pomolo ha una forma caratteristica con due sporgenze; questa forma viene spesso decorata in modo tale da dare al manico le sembianze di una testa d'uccello o di drago. Queste decorazioni, che sono molto elaborate nei barong appartenenti a classi sociali elevate, sono molto semplici e stilizzate in quelli di uso più comune, come per esempio nel caso degli esemplari da guerra, dotati di manici di corno nero del tutto disadorni. I barong usati dai juramentados (spadaccini Moro che intraprendevano attacchi suicidi contro i non musulmani con lo scopo di diventare martiri) avevano lame più corte del normale con manici delle dimensioni ordinarie.

### Fodero
I foderi più antichi erano parzialmente avvolti in fibre di rattan, mentre quelli più recenti ne sono completamente avvolti. Inoltre i foderi recenti sono più spessi e robusti. I foderi presentano una curvatura verso la punta, che negli esemplari recenti è più accentuata rispetto a quelli antichi. Possono presentare inserti decorativi in madreperla.

## Galleria d'immagini

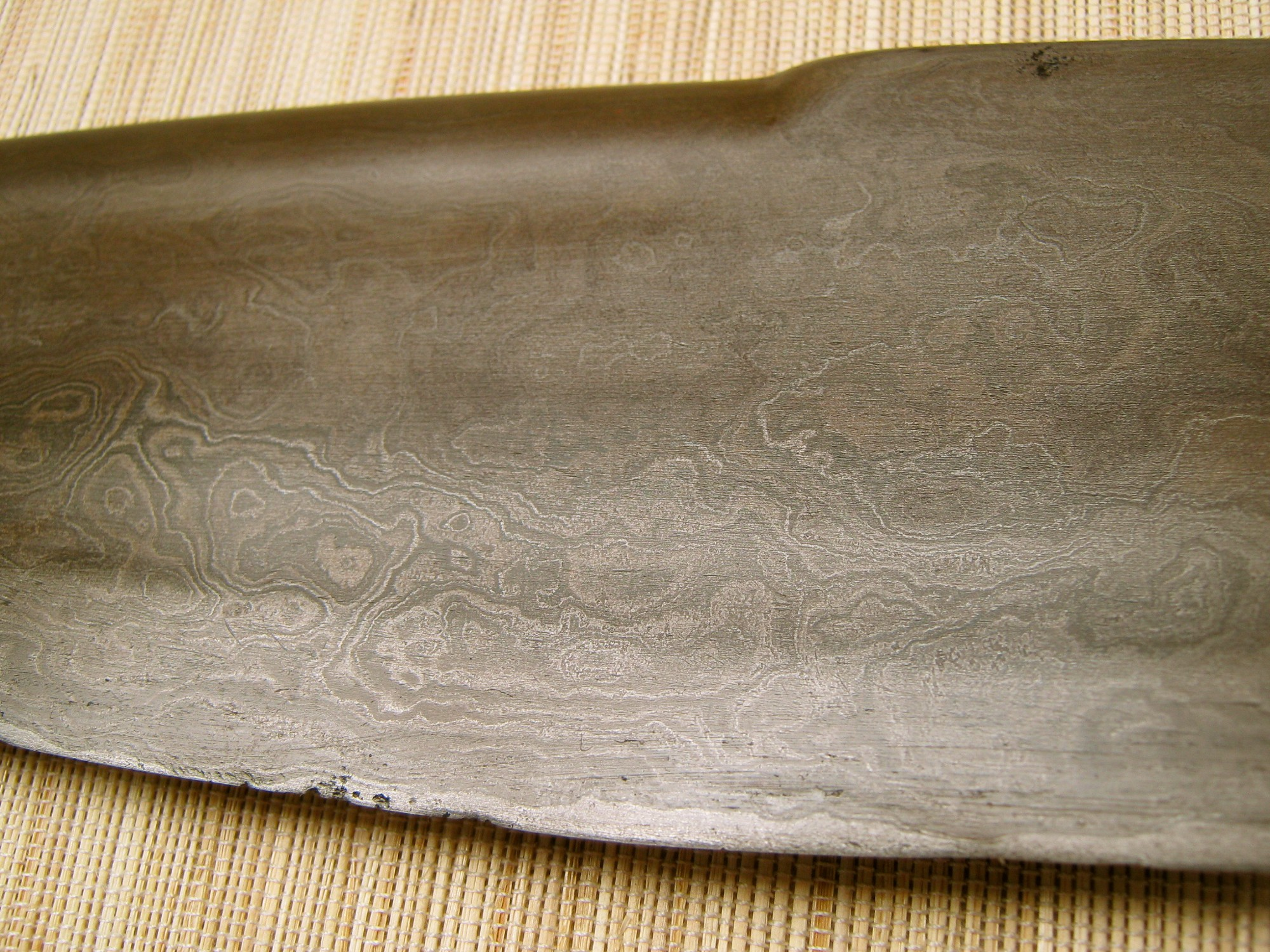
Esempio di laminazione dell'acciaio damasco in un barong.
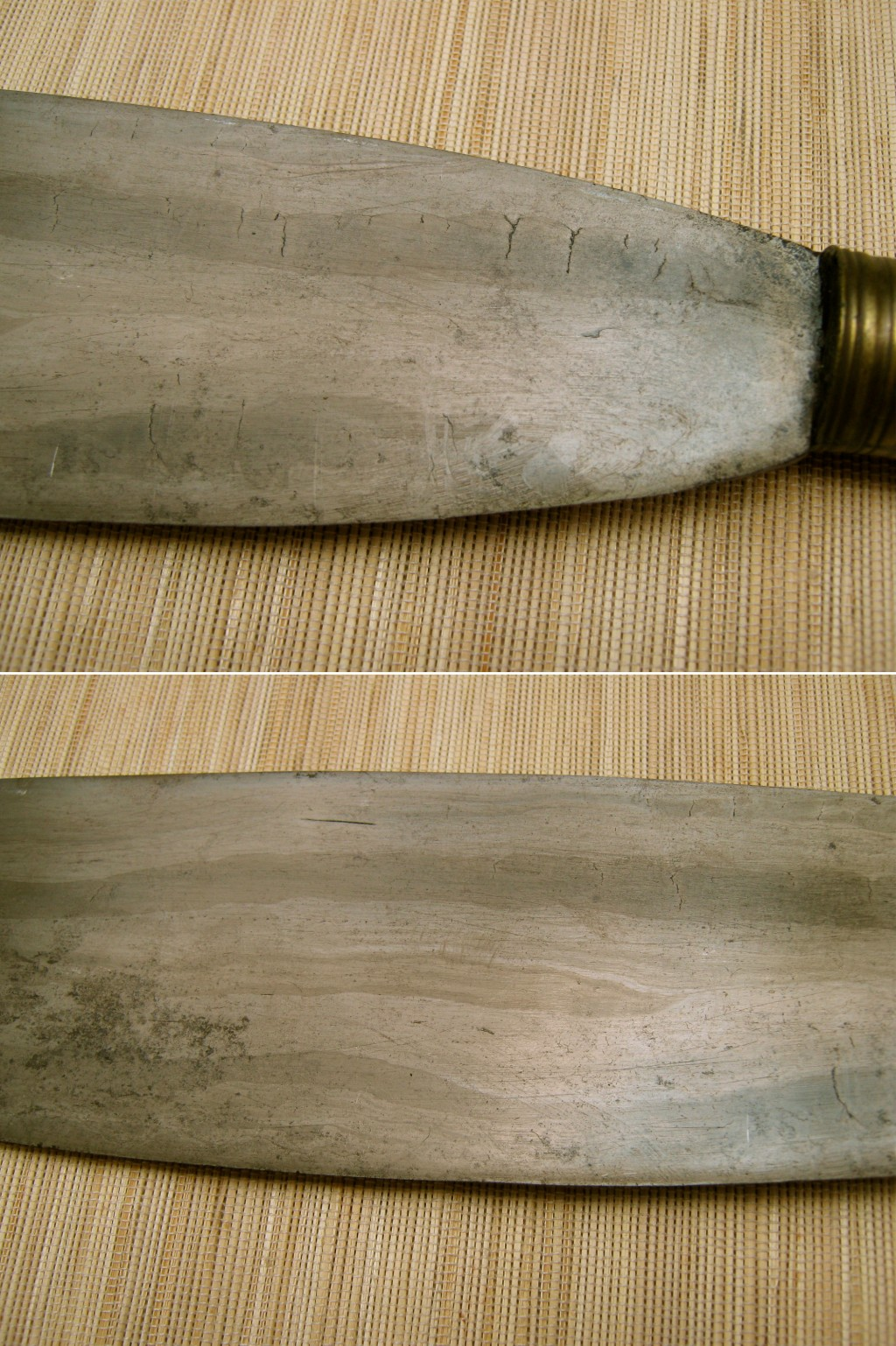
Esempi di laminazione dell'acciaio damasco in un barong.
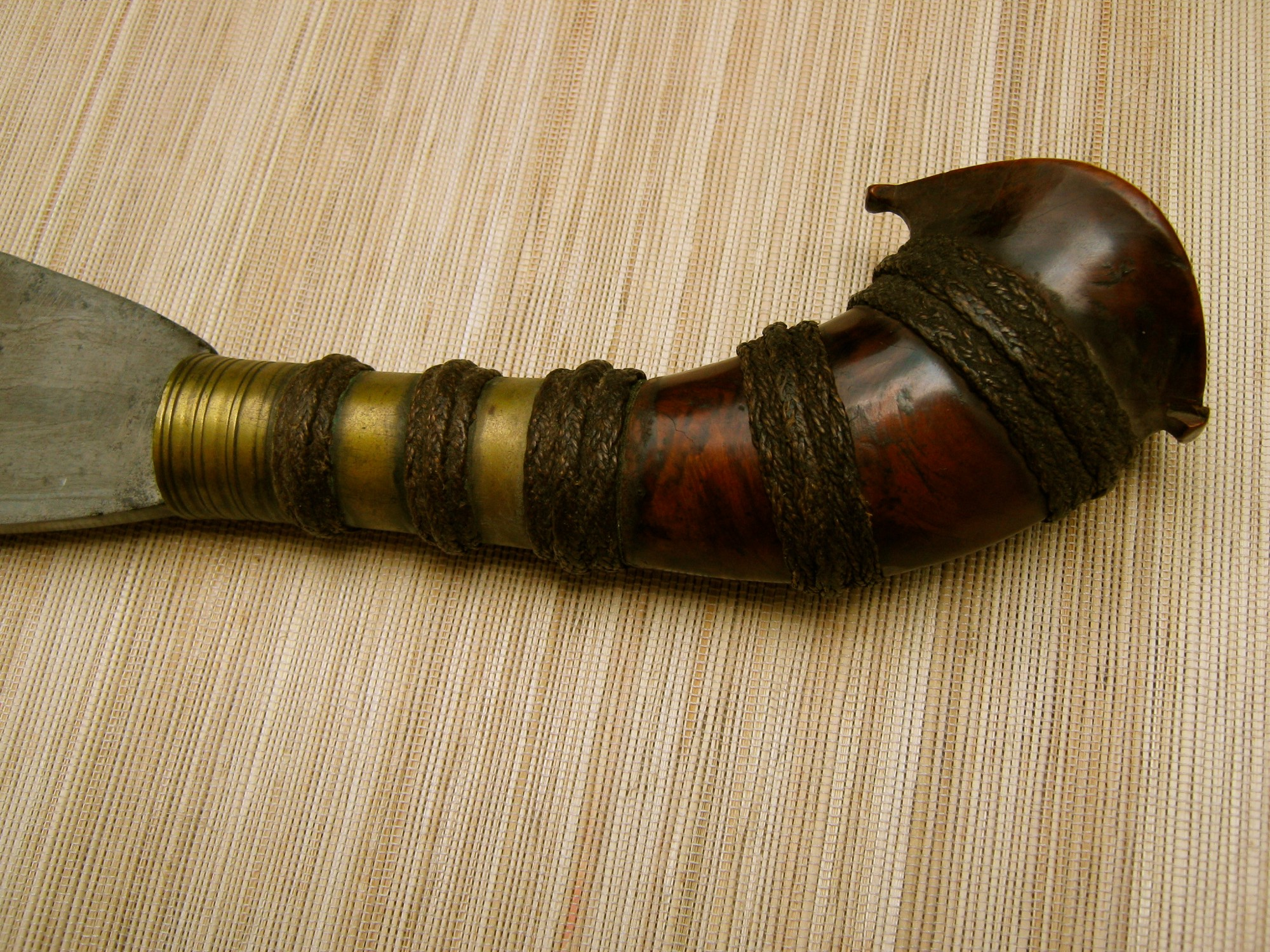
Impugnatura di un barong con ghiera in metallo e anelli di fibre intrecciati.
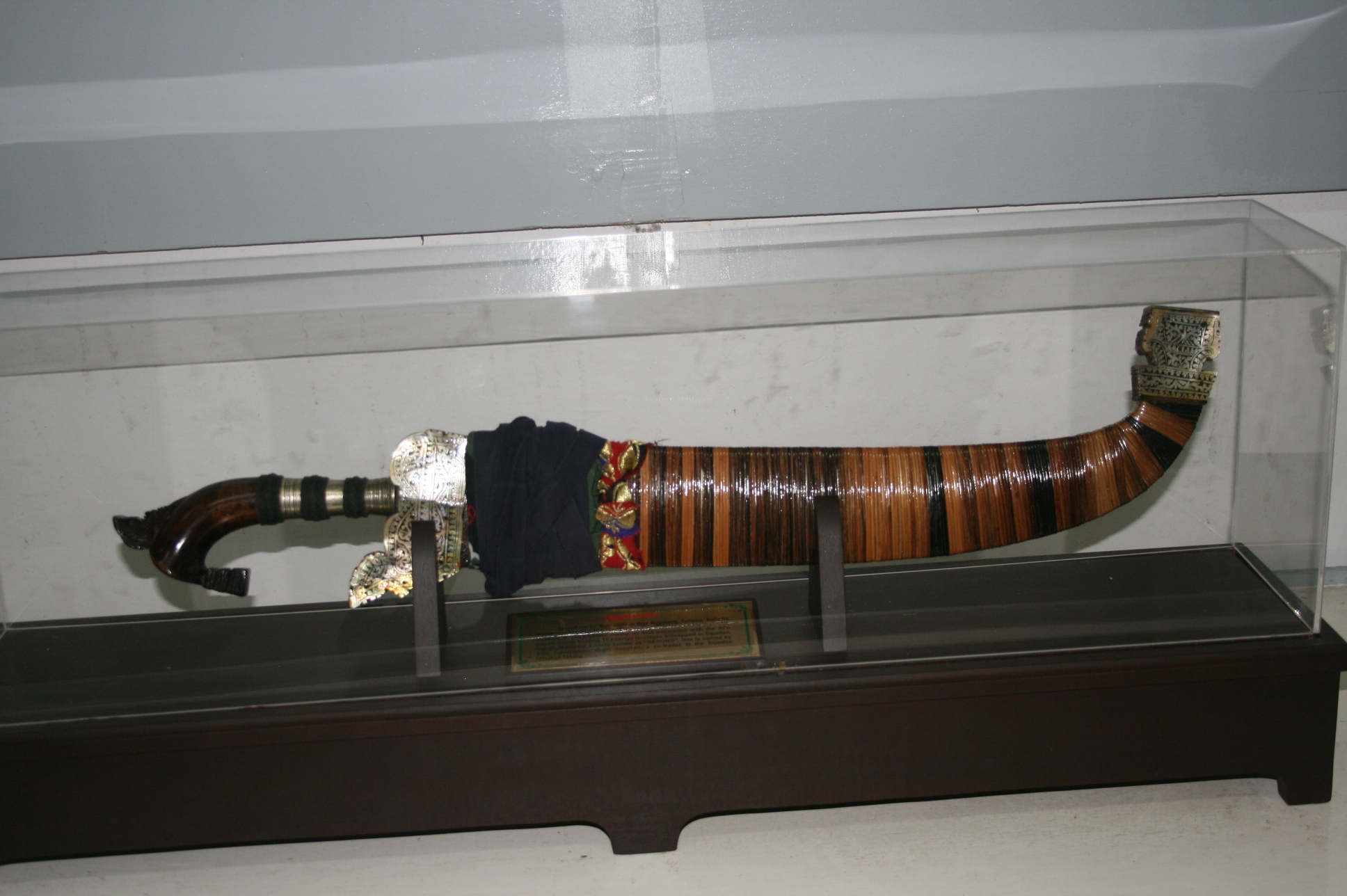
Un barong appartenuto ad un comandante di Abu Sayyaf, Mujib Susukan, ora esposto al Museo dell'Accademia Militare Filippina.